# 藍灣廣場

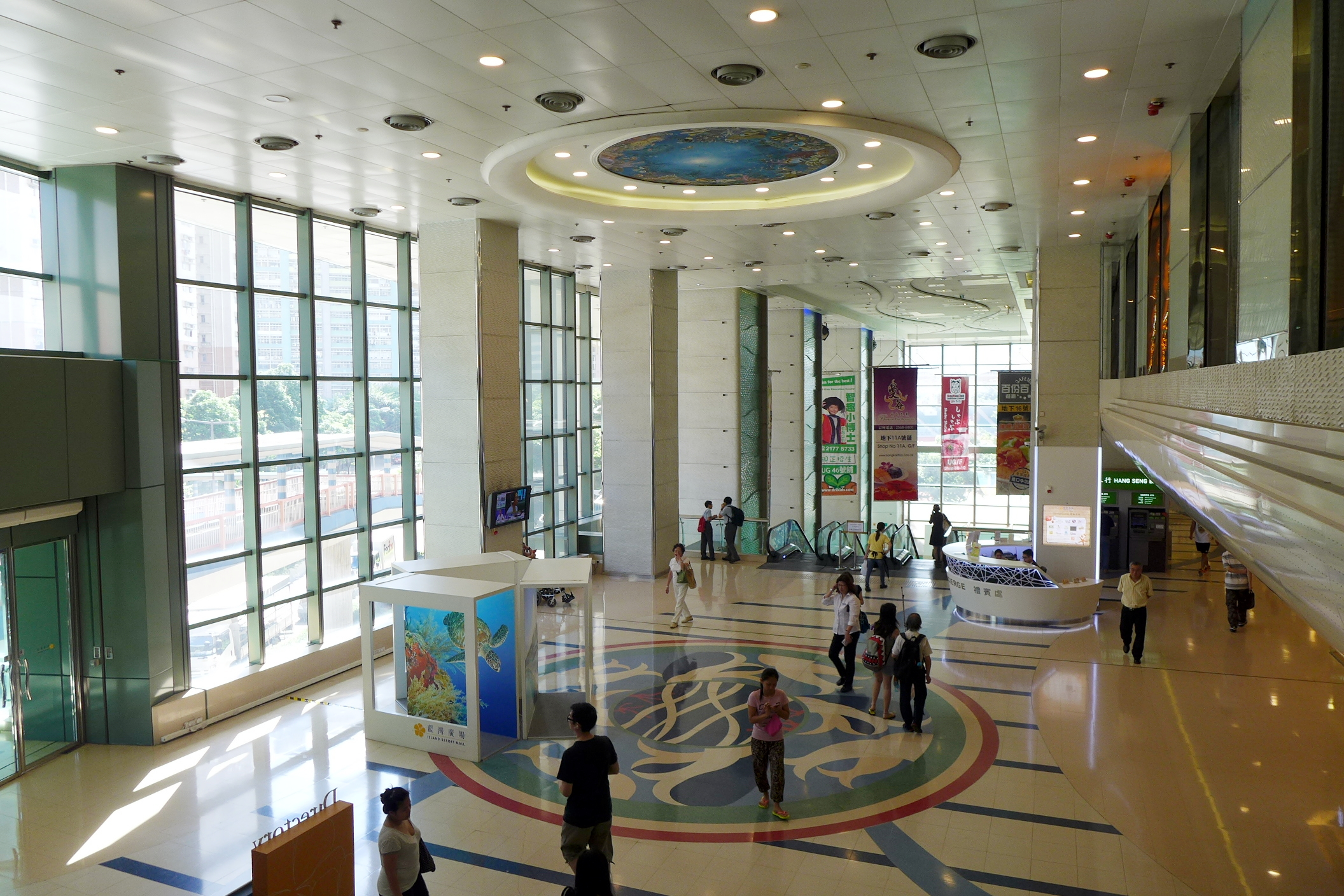
藍灣廣場中庭

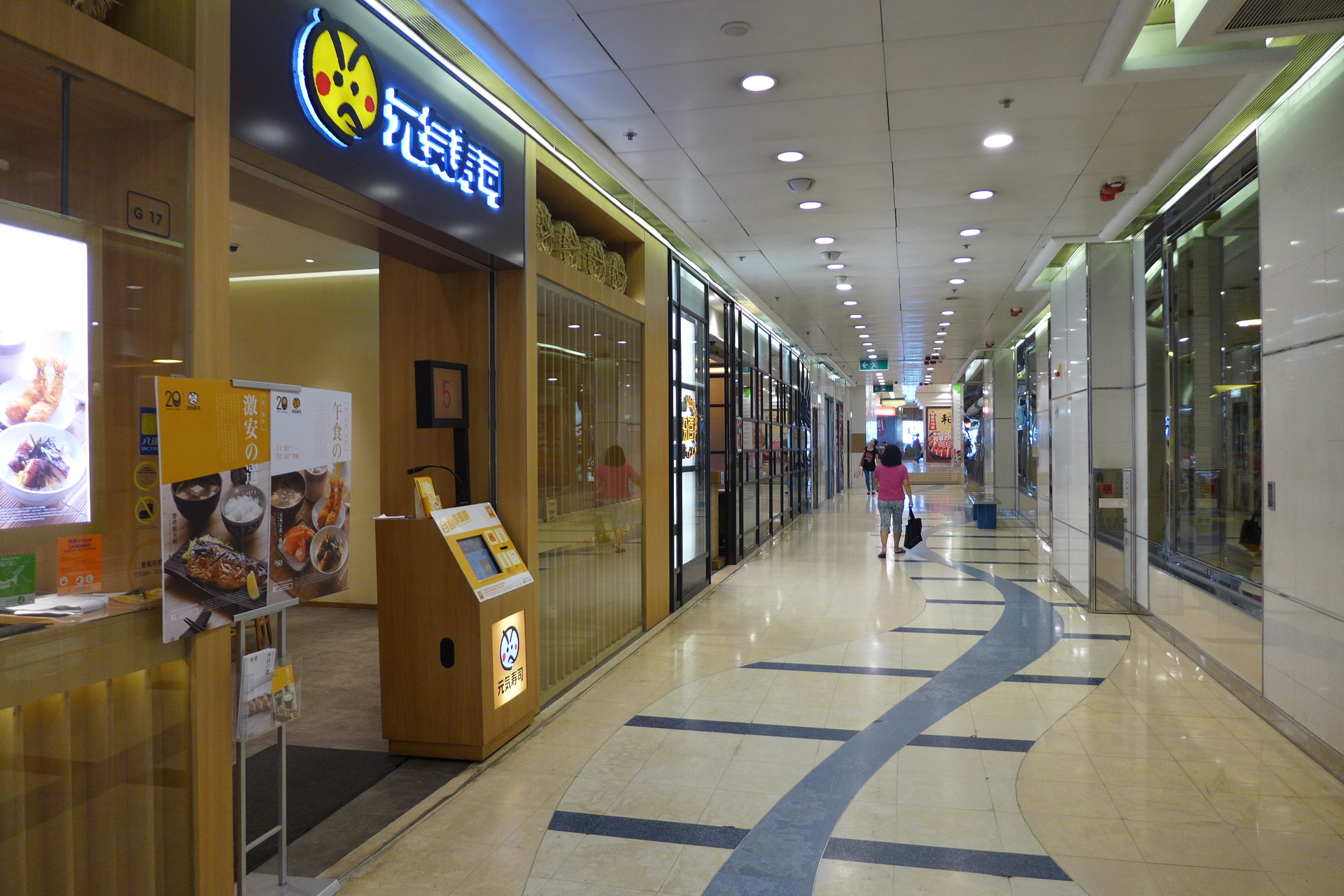
藍灣廣場地下商店

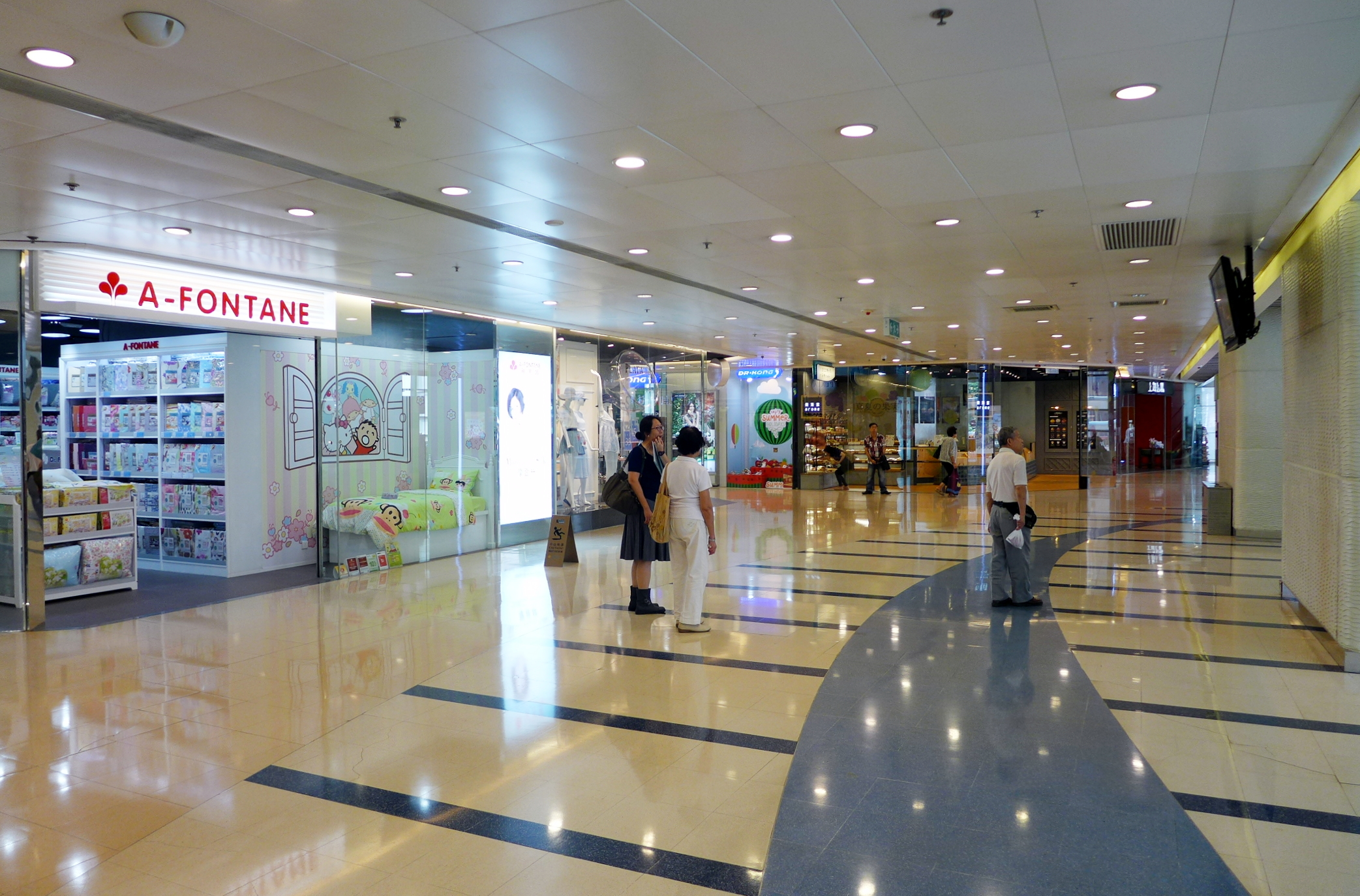
藍灣廣場UG層商店

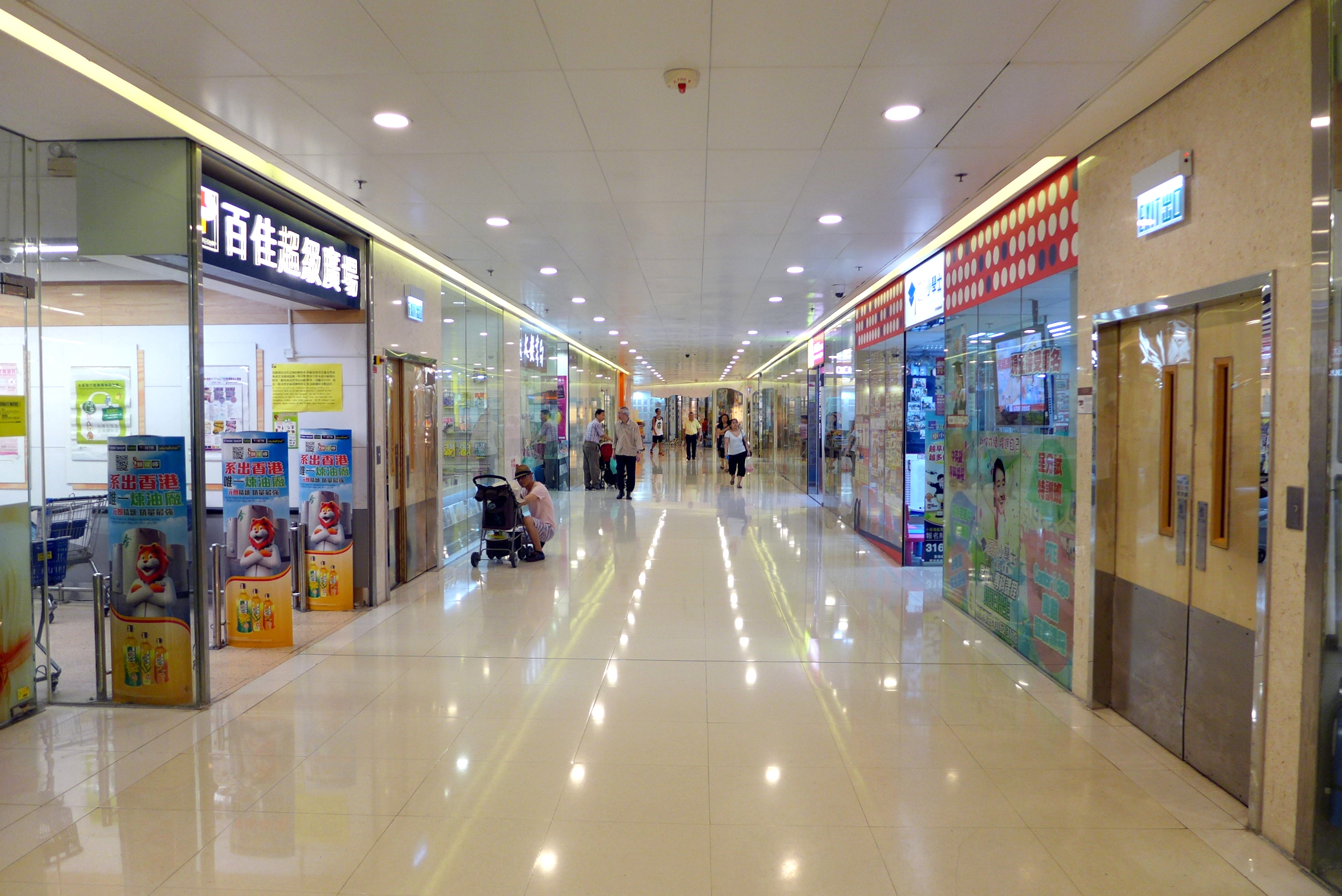
藍灣廣場1樓商店

藍灣廣場（英語：Island Resort Mall）是香港其中一個中型商場，位於香港小西灣藍灣半島基座，於2001年開幕，由信和置業發展和管理。商場樓高三層，有各式商店及食肆。
商場曾於於星期六、日及公眾假期於海濱長廊有名為『蒙馬特』的市場，有各種手工藝及藝術表演，唯現時已經取消。

## 商場結構
商場面積達21萬平方尺，樓高3層。

### 地下
地下以食肆為主，包括麥當勞、肯德基、元氣壽司、理想店旺旺咖啡座、京都料理、牛奶冰室、美心西餅、星巴克、牛角和Pizza Express等。同層有數間兒童教育中心、SDM舒雷慕司芭蕾爵士舞學院，Circle K和24hrs健身中心。該層設通道連接巴士總站。

### UG層
該層設多間商店，主要以日常生活用品店為主。主要包括7-11便利店、萬寧、759阿信屋、EC House 單剪店、詠藍文具精品、雅芳婷、杉養蜂園（已結業）、Chateraise。其他租戶包括飲品店、時裝店、眼鏡店、美容店、兒童教育中心、琴行、電訊店、診所和地產代理等。餐廳為牛涮鍋和富軒酒家。

### 1樓
該層以大面積商店為主，包括Taste x Fresh、日本城、美國冒險樂園、Living Plaza by AEON和Head for Hair髮廊。其他租戶為兒童教育中心。餐廳為大快活。2020年初，大昌食品和佔地31,700呎的富臨皇宮結業，到同年9月，日本連鎖店「驚安之殿堂」唐吉訶德（Don Don Donki）租1樓舖位，租約期為5年，隨著租約期滿，分店於2025年5月31日結業。2022年5月底，唐吉訶德旗下迴轉壽司店「鮮選壽司」進駐，成為繼荃灣海之戀及山頂廣場分店之後，香港的第三號店，已於2024年5月1日結業。2025年，唐吉訶德隨著租約期滿，分店將於同年5月31日結業。

## 私人屋苑
藍灣廣場上蓋為住宅屋苑藍灣半島，是香港島東區大型屋苑之一。屋苑在1998年動工，2001年落成，共有八座，每座有六十二層，高202米，高層可遠眺觀塘、油塘及藍塘海峽景緻。

## 停車場
1樓設有停車場，包括私家車及電單車車位。

## 資料來源
1. ↑  . 香港經濟日報. 2020-09-14  [2020-09-15]. （原始内容存档于2022-03-02）.

## 外部連結
- 藍灣廣場官方網頁 （页面存档备份，存于）
- Big Hong Kong Web （页面存档备份，存于）